# Massarinaceae
Massarinacées
Famille
La famille des Massarinaceae est une famille de champignons de la classe des Dothideomycetes.
Certaines espèces sont des agents pathogènes des plantes.

## Liste des genres
Selon Catalogue of Life (29 août 2014) :
- genre Bertiella
- genre Byssothecium
- genre Ceratophoma
- genre Helminthosporium
- genre Kamatia
- genre Massarina
- genre Massarinula
- genre Oraniella
- genre Phragmosperma
- genre Pseudodiaporthe
- genre Pseudodictyosporium
- genre Saccharicola
- genre Tetraploa
- genre Vaginatispora

## Liste des genres, espèces, variétés et non-classés
Selon NCBI (29 août 2014) :
- genre Aquaticheirospora
- genre Byssothecium
  - Byssothecium circinans
- genre Decaisnella
  - Decaisnella formosa
- genre Massarina
  - Massarina albocarnis
  - Massarina armatispora
  - Massarina australiensis
  - Massarina bipolaris
  - Massarina cisti
  - Massarina corticola
  - Massarina eburnea
    - non-classé Massarina eburnea CBS 473.64

  - Massarina fronisubmersa
  - Massarina igniaria
  - Massarina papulosa
  - Massarina phragmiticola
  - Massarina ricifera
  - Massarina rubi
  - Massarina walkeri
- genre Neottiosporina
  - Neottiosporina paspali
- genre Saccharicola
  - Saccharicola bicolor
  - Saccharicola taiwanensis
- genre Stagonospora
  - Stagonospora convolvuli
  - Stagonospora duoseptata
  - Stagonospora foliicola
  - Stagonospora macropycnidia
  - Stagonospora neglecta
    - variété Stagonospora neglecta var. colorata

  - Stagonospora paludosa
  - Stagonospora perfecta
  - Stagonospora pseudocaricis
  - Stagonospora pseudopaludosa
  - Stagonospora pseudovitensis
  - Stagonospora trichophoricola
  - Stagonospora uniseptata
  - cf. Stagonospora sp. CBS 516.74
  - cf. Stagonospora sp. CPC 22155
  - cf. Stagonospora sp. CPC 22157
  - cf. Stagonospora sp. S619
- non-classé Unclassified Massarinaceae